# Palazzo Nicolò Spinola di San Luca
Il palazzo Nicolò Spinola è un edificio storico italiano, sito in via San Luca al civico 14, nel centro storico di Genova, inserito il 13 luglio del 2006 nella lista tra i 42 palazzi iscritti ai Rolli di Genova divenuti in tale data Patrimonio dell'umanità dall'UNESCO.

## Storia e descrizione

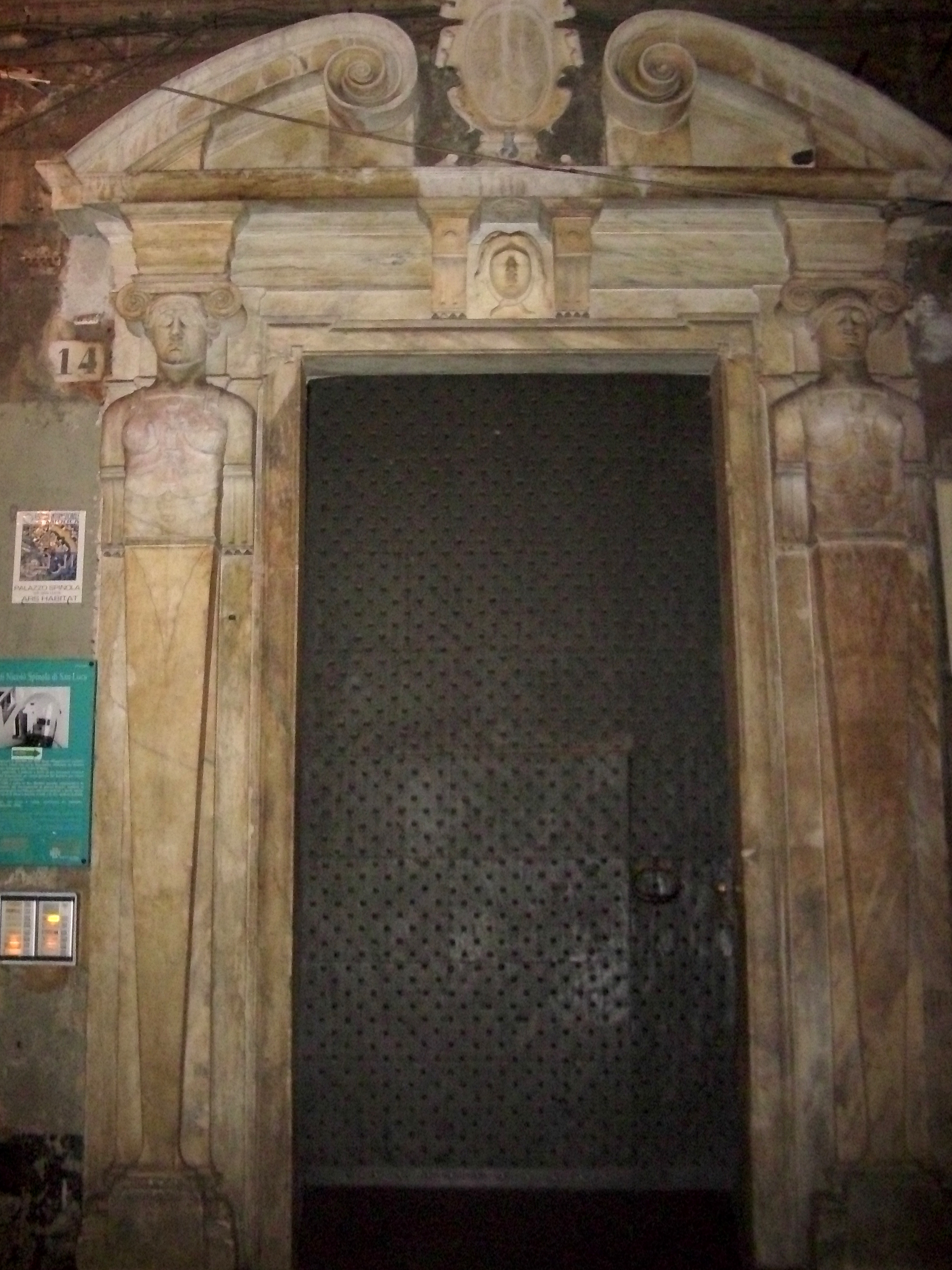
Telamoni nel portale del palazzo di Nicolò Spinola

Nato sulle preesistenze medievali delle famiglie Centurione e dei Gentile, il palazzo è frutto di più interventi avvenuti tra la seconda metà del Cinquecento e i primi decenni del Seicento per volere di Nicolò Spinola e dei suoi successori. Nel 1588 la dimora è posta nei rolli di Genova a nome di Gio Battista Spinola, ambasciatore per la Repubblica di Genova in Spagna e attivo promotore del rinnovamento di piazza Banchi.
L'edificio si distingue per la sua scenografica facciata, legata al nome di Ottavio Semino (1560) e di Gio Andrea Ansaldo (circa 1610), i cui affreschi dedicati a Storie epiche e allegorie dovevano esaltare la modesta qualità spaziale della stretta via. Il palazzo, infatti, ha scarsa profondità e deve fare per questo i conti con un'anomala distribuzione in lunghezza dove ogni ambiente diviene passaggio obbligato per accedere a quello successivo.
Nonostante ciò la dimora non rinuncia alla continuità spaziale del sistema atrio-scala che si sviluppa fino al secondo piano, con tutto il repertorio di camere, re-camere, sale e salotti, tipico della nuova cultura abitativa. Il portale realizzato da Giovanni Antonio Paracca detto "il Valsoldo", con erme e volute, riprende i modi che il Bergamasco aveva introdotto nel portale di palazzo Tommaso Spinola in salita Santa Caterina al civico 3.
Nell'Ottocento la dimora appartiene al senatore Agostino Maglione, membro dell'attiva borghesia illuminista, alla cui discendenza si devono gli interventi di ristrutturazione e la divisione in appartamenti che hanno alterato le vesti cinquecentesche e la logica distributiva verticale originaria.
Unito nel dopoguerra a un retrostante edificio affacciato su piazza Pinelli, è passato poi di proprietà al Pio Lascito Picasso.